# Пузур-Син
Пузур-Син (Пузур-Суэн, аккад. «Тайна Сина») — царь гутиев, правил приблизительно в 2130—2123 годах до н. э.
Происходил из города Кутиум. В Уре найдена печать на которой Пузур-син называет себя «вечным работником (храмов города) Ура», что, возможно, указывает на подчинение гутиями этого города.
Правил он 7 лет.
| Династия гутиев        |                                    |                     |
| Предшественник: Хаблум | царь гутиев ок. 2130—2123 до н. э. | Преемник: Ярлаганда |